# Grand Pic de la Lauzière
Il Grand Pic de la Lauzière (2829 m s.l.m.) è il punto culminante del Massiccio Lauzière-Grand Arc. È situato in Savoia, e domina l'unico ghiacciaio del massiccio, il ghiacciaio di Celliers.